# Salamandra (film din 1981)
Salamandra (titlu original în engleză The Salamander) este un film polițist thriller din 1981 regizat de Peter Zinner (debut regizoral). Este bazat pe romanul omonim al lui Morris West.
În rolurile principale joacă actorii Franco Nero, Anthony Quinn, Martin Balsam și Claudia Cardinale.
Filmul a avut premiera în Marea Britanie în 1981. Premiera filmului în Statele Unite a avut loc la 23 mai 1983.

## Rezumat
Polițistul Dante Matucci investighează o serie de crime ale unor persoane aflate în funcții importante. La fiecare scenă a crimei este lăsat un desen al unei salamandre. Pe măsură ce numărul cadavrelor crește, Dante Matucci vede un model care ar putea indica o conspirație pentru a prelua controlul guvernului italian.

## Distribuție
- Franco Nero – Carabinieri Colonel Dante Matucci
- Anthony Quinn – Bruno Manzini
- Martin Balsam – Captain Steffanelli
- Sybil Danning – Lili Anders
- Christopher Lee – Prince Baldasar, the Director of Counterintelligence
- Cleavon Little – Major Carl Malinowski, USMC
- Paul L. Smith – The Surgeon
- John Steiner – Captain Roditi
- Claudia Cardinale – Elena Leporello
- Eli Wallach – General Leporello
- Renzo Palmer – Carabinieri Major Giorgione
- Anita Strindberg – Princess Faubiani
- Marino Masé – Captain Rigoli
- Jacques Herlin – Woodpecker
- Fortunato Arena – General Pantaleone
- John Stacy – Concierge
- Gitte Lee – Princess Baldasar
- Nello Pazzafini – Manzini's Bodyguard

## Legături externe
- Salamandra la Internet Movie Database